# Suzana Lazović
Suzana Lazović (* 28. Januar 1992 in Titograd, Jugoslawien) ist eine ehemalige montenegrinische Handballspielerin, die aktuell als Handballtrainerin tätig ist.

## Karriere
Lazović spielt seit dem Jahr 2004 beim montenegrinischen Erstligisten ŽRK Budućnost Podgorica, mit dem sie zwischen 2008 und 2017 in jedem Jahr die montenegrinische Meisterschaft sowie den montenegrinischen Pokal gewann. International konnte die Kreisläuferin mit Budućnost 2010 den Europapokal der Pokalsieger sowie 2012 und 2015 die EHF Champions League gewinnen. Lazović musste aufgrund Probleme mit ihrer Halswirbelsäule auf die Teilnahme an das Final Four der EHF Champions League 2016/17 verzichten. Nachdem Lazović operiert wurde, wurde anfangs eine Rückkehr im November 2017 angekündigt, letztendlich musste sie jedoch ihre Karriere beendet.
Lazović gewann im Jahr 2010 die Bronzemedaille bei der U20-Weltmeisterschaft. Sie gehörte dem Kader der montenegrinischen Nationalmannschaft an. Mit Montenegro nahm sie an der Weltmeisterschaft 2011 teil. Im Sommer 2012 nahm Lazović mit Montenegro an den Olympischen Spielen in London teil, wo sie die Silbermedaille gewann. Im selben Jahr gewann sie mit Montenegro die Europameisterschaft. Weiterhin nahm sie an den Olympischen Spielen 2016 in Rio de Janeiro teil.
Lazović trainierte die montenegrinische Juniorinnen-Nationalmannschaft. Im Dezember 2021 übernahm sie das Traineramt der chinesischen  Juniorinnen-Nationalmannschaft. Im Sommer 2024 unterschrieb sie einen Vertrag beim ungarischen Erstligisten Alba Fehérvár KC. Zusätzlich übernahm sie das Traineramt der montenegrinischen Nationalmannschaft.